# 斯奎爾岩
斯奎爾岩（英語：Square Rock）是南極洲的岩石，位於南喬治亞群島，處於亞歷山德拉角以西0.6公里，在1938年由英國海軍命名，該山峰由英國海外領土管轄。